# ویلیام اف ریدی
ویلیام اف ریدی (به انگلیسی: William F. Readdy) فضانورد اهل کشور ایالات متحده آمریکا است که در ۲۴ ژانویهٔ ۱۹۵۲ میلادی در رود آیلند زاده شد. وی در مأموریت اس‌تی‌اس-۴۲، اس‌تی‌اس-۵۱، اس‌تی‌اس-۷۹ حضور داشته است.